# Achládia
Achládia é uma aldeia e um sítio arqueológico de uma villa minoica na parte oriental da ilha de Creta, Grécia. O sítio arqueológico situa-se um par de centenas de metros a oeste da aldeia, 10 km a sudoeste de Siteía e 65 km a leste de Ágios Nikolaos.

## Descrição e localização
Da colina da villa a vista estende-se sobre o vale que vai até à baía de Siteía e aos limites costeiros da parte nordeste dos montes Ornon. O sítio foi escavado pela primeira vez em 1939 por Nicolaos Platon, que liderou escavações subsequentes em 1952 e 1959. As escavações revelaram um grande edifício, com 270 m² de área, designado "Casa A", com 12 divisões num piso térreo e evidências de ter existido um piso superior; e outra edificação mais pequena nas proximidades, designada "Casa B". Foram ainda encontrados vários outros edifícios minoicos nos arredores, mas foram escavados apenas parcialmente. As construções de Achládia foram destruídas por um violento sismo.
Há alguma controvérsia sobre o período em que o sítio foi usado. Nicolaos Platon acreditava que tinha sido construído durante o Minoano Médio III (1 700–1 550 a.C.), mas Lefteris Platon sustenta que há evidências suficientes para comprovar a presença de duas características arquitetónicas do Minoano Recente (MR, 1 550–1 100 a.C.): um poço de luz e polythyra. A verificar-se esta última hipótese, o edifício teria sido construído durante o Minoano Recente IB (MR IB, 1 520–1 430 a.C.). Nas proximidades há um túmulo tolo do MR IIIB (1 330–1 200 a.C.) em Platyskinos e um kiln (forno de olaria) do MR III, o que pode constituir mais uma evidência contextual da cronologia do Minoano Recente do sítio.
Os achados das escavações em Achládia encontram-se nos museus arqueológicos de Heraclião e de Siteía.